# Bauhinia pachyphylla
Bauhinia pachyphylla är en ärtväxtart som beskrevs av Elmer Drew Merrill. Bauhinia pachyphylla ingår i släktet Bauhinia och familjen ärtväxter.

## Underarter
Arten delas in i följande underarter:
- B. p. pachyphylla
- B. p. wenzelii